# Downswood
Downswood är en civil parish i grevskapet Kent i sydöstra England. Den ligger i distriktet Maidstone och består av en ostlig förort till Maidstone, uppförd under 1980-talet. Civil parishen hade 2 198 invånare vid folkräkningen år 2021.